# توزیع نرمال ماتریسی
در آمار، توزیع نرمال ماتریسی یا توزیع گاوسی ماتریسی یک توزیع احتمال است که تعمیم توزیع نرمال چند متغیره به متغیرهای تصادفی باارزش ماتریسی است.